# Stabsoffizier mit Befähigung zum Richteramt
Stabsoffizier mit der Befähigung zum Richteramt (StOffz/R), auch „Jurist in der Laufbahn der Offiziere“ oder „Stabsoffizier Recht“ genannt, ist in Deutschland die Bezeichnung für einen Offizier, der die Befähigung zum Richteramt hat. Diese hat er in der Regel durch ein rechtswissenschaftliches Studium außerhalb der Bundeswehr erworben und ist als Seiteneinsteiger mit höherem Dienstgrad eingestellt worden, ohne die klassische Offizierausbildung als Offizieranwärter durchlaufen zu haben.
Zu seinen Aufgaben gehört die juristische Beratung von Dienststellen, die Entscheidung personalrechtlicher Angelegenheiten und die Begutachtung laufbahnrechtlicher Fragestellungen. Er übt eine Vermittlerfunktion zwischen militärischen und juristischen Sichtweisen aus. Die „Katalogdienstposten“ für StOffz/R finden sich vornehmlich in einigen Referaten des Bundesministeriums der Verteidigung, die sich mit personalrechtlichen Fragestellungen im weitesten Sinne beschäftigen und im Bundesamt für das Personalmanagement der Bundeswehr. Stabsoffiziere mit Befähigung zum Richteramt sind Angehörige der Laufbahn der Offiziere des Truppendienstes. Verwendet werden sie sowohl in der Truppe als auch in Ämtern der Bundeswehr, meist im Bereich der Personalführung.
Ihren Bedarf an Offizieren mit juristischer Qualifikation deckt die Bundeswehr durch zivile Hochschulabsolventen mit Befähigung zum Richteramt. Eine militärische Vorverwendung ist nicht erforderlich. Zu Beginn haben Bewerber eine viermonatige Eignungsübung mit Erfolg zu absolvieren. Hier führen sie den Dienstgrad, mit dem sie später als Soldat auf Zeit eingestellt werden sollen: Major bzw. Korvettenkapitän. Die Mindestverpflichtungszeit beträgt drei Jahre. Einstellungsmöglichkeiten gibt es in allen Uniformträgerbereichen (Heer, Luftwaffe, Marine). Die Verwendungsdauer auf einem Dienstposten beträgt drei bis fünf Jahre. Als Einstiegsverwendung ist unter anderem eine Stabsverwendung beim Bundesamt für den Militärischen Abschirmdienst in Köln möglich. Eine Verwendung als Kompaniechef in der Anfangsphase bietet die Möglichkeit, Führungserfahrung zu sammeln und den praktischen Umgang mit Disziplinarrecht zu lernen. Allgemeine Laufbahnperspektive ist Oberstleutnant (bzw. Fregattenkapitän) A 14/15, doch ist es durchaus möglich, zum Oberst A 16/B 3 (bzw. Kapitän zur See) oder nach einer Generalstabsausbildung in die Dienstgradgruppe der Generale (ab B 6) befördert zu werden.
Die Funktion Rechtsberater (auch im Auslandseinsatz) oder Wehrdisziplinaranwalt üben sie nicht aus. Diese Stellen sind Beamten vorbehalten.